# British Aerospace 146
British Aerospace 146 (BAe 146) je britansko štirimotorno Reaktivno regionalno potniško letalo. Izdelovalo ga je od leta 1983 do 2001 podjetje British Aerospace (zdaj del BAE Systems). Izboljšana verzija Avro RJ se je proizvajala od leta 1992, novo verzijo Avro RJX so oznanili leta 1997, izdelali so samo dve letali te verzije. Z 387 letali, je Avro RJ/BAe 146 najbolj uspešno britansko civilno reaktivno letela. Sicer podjetje British Aerospace izdeluje tudi krila za letala Airbus.
BAe 146/Avro RJ se precej razlikuje od drugih regionalnih potniških letal. Ima visoka krila in štiri turboventilatorske motorje. Podvozje je tipa tricikel. Letalo so tržili pod vzdevkom Whisperjet, ker je zelo tiho med obratovanjem. Lahko obratuje z letališč v centru mesta s kratkimi vzletnimi stezami. 
BAe 146/Avro RJ uporabljajo evropske letalske družbe kot so Brussels Airlines, CityJet in Swiss International Air Lines.
BAe 146 izdelujejjo v različicah -100, -200 in -300. Ekivalentne Avro RJ oznake pa so RJ70, RJ85, in RJ100. Tovorna verzija letala ima oznako "QT" (Quiet Trader), konvertibilna verzija, ki se jo hitro spremeni v potniško ali tovorno verzija je znana kot "QC" (Quick Change). Obstaja tudi modifikacija "gravel kit" , ki omogoča delovanje s slabo pripravljenih stez. 

## Tehnične specifikacije(BAe 146-200)
- Posadka: 2
- Kapaciteta: 82–112 potnikov
- Dolžina: 28,60 m (93 ft 10 in)
- Razpon kril: 26,21 m (86 ft 0 in)
- Višina: 8,59 m (28 ft 2 in)
- Površina kril: 77,30 m² (832,0 ft²)
- Prazna teža: 23 897 kg (52 684 lb)
- Maks. vzletna teža: 42 184 kg (93 000 lb)
- Motorji: 4 × Textron Lycoming ALF 502R-5 turbofani potisk 6 970 lbf (31,0 kN) vsak

- Potovalna hitrost: 498 mph (432 vozlov, 801 km/h) na višini 29 000 ft (8 840 m)
- Dolet: 1 808 milj (1,570 nmi, 2 909 km)